# 덱스트라네이스
덱스트라네이스(영어: dextranase) (EC 3.2.1.11)는 다음과 같은 화학 반응을 촉매하는 효소이다.
덱스트란에서 (1→6)-α-D-글루코사이드 결합의 내부 가수분해

## 명명법
덱스트라네이스의 계통명은 6-α-D-글루칸 6-글루칸가수분해효소(영어: 6-α-D-glucan 6-glucanohydrolase)이다.
다음은 일반적으로 사용되는 다른 이름들이다.
- 덱스트란 가수분해효소(영어: dextran hydrolase)
- 엔도덱스트라네이스(영어: endodextranase)
- 덱스트라네이스 DL 2(영어: dextranase DL 2)
- DL 2
- α-D-1,6-글루칸-6-글루칸가수분해효소(영어: α-D-1,6-glucan-6-glucanohydrolase)
- 1,6-α-D-글루칸 6-글루칸가수분해효소(영어: 1,6-α-D-glucan 6-glucanohydrolase)

## 같이 보기
- 아밀레이스
- 말테이스
- 수크레이스
- 락테이스